# فرانک کومور
فرانک کومور (به انگلیسی: Comorian franc) (به زبان بومی: franc comorien) با کد ایزوی KMF، یکای پول رایج در کشور کومور است. مسئولیت کنترل این یکای پول برعهدهٔ بانک مرکزی کومور قرار دارد.